# 그린 애로우

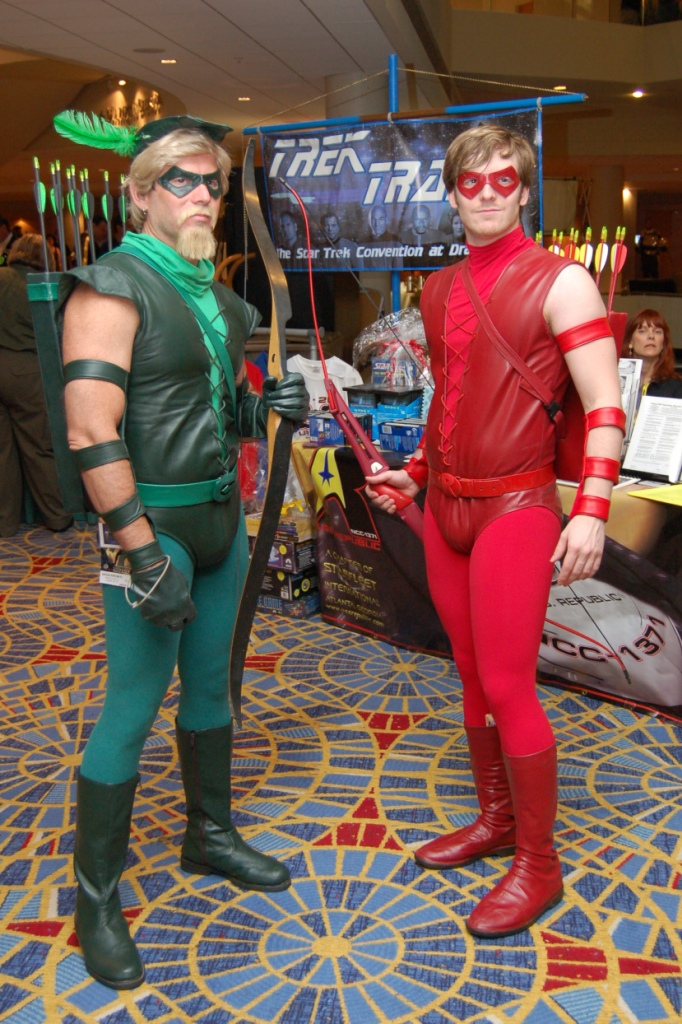

그린 애로우(Green Arrow)는 DC 코믹스의 슈퍼히어로 캐릭터이다. 1941년 《모어 펀 코믹스》 73호에서 데뷔했으며, 모트 와이싱어와 조지 팹이 공동 창작했다. 본명은 올리버 퀸(Oliver Queen). 녹색 옷을 입고 활을 무기로 쓰는 히어로로, 기본적인 모티브는 로빈 후드이며 배트맨의 영향도 받았다. 스타시티 (코믹스)에서 주로 활동한다. 《스몰빌》에서 저스틴 하틀리가 그린 애로우 역을 맡았고, 《애로우: 어둠의 기사》에서는 스티븐 아멜이 그린 애로우 역을 맡았다.

## 담당 배우

### TV 드라마
- 스몰빌(2001) - 저스틴 하틀리
- 애로우: 어둠의 기사(2012) - 스티븐 아멜

## 담당 성우

### TV 애니메이션
- 슈퍼 특공대(1973) - 노먼 앨든
- 저스티스 리그 언리미티드(2004) - 킨 슈라이너
- 더 배트맨(2004) - 크리스 하드윅
- 배트맨 더 브레이브(2008) - 제임스 아널드 테일러
- 영 저스티스(2010) - 앨런 튜딕
- 저스티스 리그 액션(2017) - 크리스 다이아먼토폴로스

### 장편 애니메이션
- DC 쇼케이스: 그린 애로우(2010) - 닐 맥도너
- 저스티스 리그: 두 지구의 위기(2010) - 짐 메스키멘
- 다크 나이트 리턴즈(2013) - 로빈 앳킨 다운스